# Битва на перевале Тахтакарача
Битва на перевале Тахтакарача — сражение между крупной арабской армией Омейядского халифата и силами Тюргешского каганата в июле 731 года.
Сражение началось с осады подконтрольного арабам города Самарканда силами тюргешей. Командир его гарнизона Савра ибн аль-Хурр аль-Абани направил просьбу о помощи новому наместнику Хорасана Джунейду ибн Абд ар-Рахману аль-Мурри. Армия Джунейда была атакована тюргешами на перевале по пути к городу, и хотя арабам удалось выбраться с перевала и достичь Самарканда, они понесли огромные потери — около 25-30 тысяч человек, в то время как двенадцатитысячная группировка Савры, которому было приказано атаковать тюргешей с тыла, была почти уничтожена. Битва, описание которой является одним из самых подробных всей эпохи Омейядов в хронике ат-Табари, остановила мусульманскую экспансию в Среднюю Азию на десятилетие.

## Предыстория
Трансоксиана (араб. «Мавераннахр») была завоёвана омейядским полководцем Кутейбой ибн Муслимом во времена правления халифа аль-Валида I (705—715), после арабских завоеваний Персии и Хорасана в середине VII века. В 719 году местные князья запросили у китайцев и их тюргешских вассалов военную помощь против Халифата. В 720 году тюргеши начали серию нападений на мусульман в регионе. Наместникам Омейядов первоначально удалось давить и локализовывать беспорядки, хотя контроль над Ферганской долиной был потерян. На следующие несколько лет силы Омейядов были вынуждены уйти в глухую оборону своей территории от наступающих сил тюрков. Были предприняты усилия, чтобы успокоить и завоевать поддержку местного населения путём отмены налогообложения для местных новообращённых в ислам, но эти меры были нерешительными, а вскоре и вовсе были отменены. В это же время жёсткие действия арабов по отношению к местному как арабскому, так и ираноязычному населению всё больше отталкивали от них местных правителей. В 728 году состоялось широкомасштабное восстание, которое поддержали тюргеши. Оно привело к тому, что силы халифата были вынуждены покинуть большую часть Трансоксианы, за исключением незначительного региона вокруг Самарканда.
В надежде переломить ситуацию, в начале 730 года халиф Хишам ибн Абдул-Малик (723—743) назначил новым назначил Хорасане опытного Джунейда ибн Абд ар-Рахмана аль-Мурри, который недавно отличился при умиротворении Синда. Сложная ситуация с безопасностью арабов в Трансоксиане иллюстрируется тем фактом, что Джунейду потребовалось сопровождение из семи тысяч всадников после переправы через Окс. Во время этой поездки он подвергся нападению со стороны тюргешского кагана, когда сделал попытку объединения с армией своего предшественника Ашраса ас-Сулами, который в предыдущем году в ходе упорной кампании смог продвинуться до Бухары. Хотя Джунейд и его сопровождающие оказались в затруднительном положении, они смогли отразить атаки тюргешской армии и соединиться с силами ас-Сулами. Бухара и большая часть Согдианы были возвращены под арабский контроль вскоре после того, как армия тюргешей отступила на север в направлении Самарканда. Мусульманская армия последовала за ней и одержала победу в битве у стен города. Затем Джунейд со своими войсками удалился в Мерв на зимовку. Зимой к югу от Окса, в Тохаристане вспыхнули мятежи. Ранее этот регион был одним из самых спокойных и без проблем подчинился мусульманскому правлению. Джунейд был вынужден отправиться в Балх и расселить в регионе около 28 тысяч бойцов халифата, чтобы подавить восстание и сдержать появление новых. Это сильно ослабило его армию. В начале 731 года тюргеши приступили к осаде Самарканда. Командир его гарнизона Савра ибн аль-Хурр аль-Абани обратился за помощью к Джунейду. Несмотря на совет подождать сбора войск и не пересекать Окс имея в составе армии менее 30 тысяч человек, которое высказывали ветераны войны с Средней Азии, Джунейд решил немедленно пойти на помощь Самарканду.

## Битва
Джунейд не мог двигаться по старой персидской царской дороге, которая вела из Бухары на восток в Самарканд и проходила через владения тюргешей. Вместо этого он повёл свою армию в Киш, примерно в 70 км к югу от Самарканда. Там он получил известие от своих разведчиков, что тюргеши послали отряды, чтобы испортить колодцы на линии движения арабов. Первоначально советники Джунейда предложили двигаться на запад вокруг хребта Зеравшан между Кишом и Самаркандом через деревню аль-Мухтарака, но аль-Муджашир ибн Музахим ас-Сулами, один из лидеров арабской армии, выступил против этого плана, так как тюргеши легко могли поджечь необрабатываемые луга вдоль этого маршрута. Вместо этого ас-Сулами предложил более прямой путь по крутому, но короткому — около 2 км — перевалу Тахтакарача и указал, что такой манёвр мог бы застать тюргешей врасплох. Джунейд последовал совету аль-Муджашира и расположился перед входом на перевал. Это решение было не понято в армии, которая не доверяла «чужому» Джунейду. Обычные племенные ссоры возобновились, и некоторые солдаты начали дезертировать. Джунейд продолжил путь с примерно 28 000 человек. Ход последующих событий подробно описан в «Истории пророков и царей» ат-Табари, которая, в свою очередь, опирается на работу более раннего историка Абу’л-Хасана аль-Мадаини, написанную примерно через столетие после событий войны.
Две армии, встретившиеся на перевале Тахтакарача, представляли две разные военные философии. Хотя армии Омейядов состояли из значительного конного контингента, как лёгкого, так и тяжёлого, их ядром была пехота, и в битве арабская конница часто ограничивалась перестрелкой на начальных этапах. После этого всадники спешивались и сражались в пешем строю. Это резко контрастировало с типичным для кочевников-тюргешей преобладанием конницы в армии. Их непревзойдённое мастерство в искусстве верховой езды, особенно в том, что касается конных лучников, и природная выносливость делали их чрезвычайно опасными противниками, адептами очень подвижного стиля боя, с движениями флангов, засадами и притворным отступлением. Как пишет историк Хью Кеннеди, «когда кочевники [тюргеши] вступили в союз с местными иранскими князьями, они предоставили, возможно, самую жестокую оппозицию, с которой когда-либо сталкивались раннемусульманские армии».
При поддержке войск правителей Согдианы, Шаша и Ферганы тюргеши напали на армию Омейядов на перевале, во время остановки на обед, через два дня после того, как те покинули Киш, в 24 км от Самарканда. Арабский авангард под командованием Усмана ибн Абдаллы ибн аш-Шихира был разбит, но Джунейд смог спешно развернуть основную часть своей армии, разместив войска в соответствии с их племенной принадлежностью, племена Тамим и Азд справа, Рабиа слева. Арабы поспешно возвели земляные сооружения перед своими линиями, и первоначальная атака тюргешей, направленная против арабского правого фланга, была отбита. Джунейд сначала находился в центре, чтобы направлять сражение, затем вступил в ряды бойцов из племени Азд, которые встретили его с враждебностью: их знаменосец сказал командиру: «Если мы победим, это будет твоей славой; если мы погибнем, ты не будешь оплакивать нас». Первоначально арабы встретили нападение тюргешей верхом на лошадях, но, когда их потери возросли, Джунейд приказал им спешиться и сражаться пешком, сформировав стену копий. Эта мера помогла мусульманам удержать позиции, и в итоге обе стороны устали, и битва прервалась на день. Самые тяжёлые потери среди арабов понесли отставшие и обоз, которые собрались под командованием Абдаллы ибн Муаммара ибн Сумайра аль-Яшкури около Киша: они подверглись нападению со стороны тюргешей и были практически полностью уничтожены.
На следующий день тюргеши начали новые атаки на арабов, но они были отражены. Арабы проводили энергичные контратаки всякий раз, когда приближались тюргеши, и каган приказал своим войскам осадить арабский лагерь вместо того, чтобы атаковать его. Сдержав первоначальный натиск, Джунейд отправил посланников к Савре в Самарканд, приказав ему прийти на помощь и ударить тюргешам в тыл. Савра и самаркандский гарнизон были изначально против такого шага, поскольку знали, что это была фактически самоубийственная миссия, но угрозы Джунейда заставили Савру подчиниться. Оставив в городе небольшой гарнизон, Савра вывел 12 тысяч человек из Самарканда и с помощью местного проводника смог расположиться в пределах 5-6 км от сил Джунейда, переправившись через горы. Там ему противостояли тюргеши, которые, как сообщается, по совету Гурека, согдийского князя Самарканда, подожгли сухие луга. Младшие офицеры Савры посоветовали медленное продвижение пехоты под прикрытием стены копий (стандартная антикавалеристская тактика Омейядов), но Савра, зная, что его войска устали и отчаялись, решил вместо этого начать атаку конницы против тюргешей в надежде прорвать хотя бы часть его линий и пробиться к Джунейду. Войска Савры, по описанию Гамильтона Гибба, «обезумевшие от жары и жажды», атаковали тюргешей и прорвали их фронт, но вскоре битва превратилась в хаос, поскольку обеим сторонам мешали дым, пыль и бушующее пламя. В конце концов, арабская армия потеряла сплочённость, была рассеяна и уничтожена по частям тюргешской кавалерией. Все, кроме тысячи солдат из гвардии, погибли.
Джунейд использовал рейд Савры, чтобы прорваться в Самарканд. Но когда армия вышла с перевала, офицеры убедили его разбить лагерь и провести там ночь вместо того, чтобы отправиться в город. Совет оказался обоснованным, так как тюргеши догнали бы их на открытом пространстве и, вероятно, уничтожили бы. Укрепления лагеря ещё не были завершены, когда тюргеши возобновили атаку. В этот момент арабы были в таком тяжёлом положении, что Джунейд даже пообещал рабам, что были в армии свободу, если они будут сражаться. Многие так и сделали, используя седельные одеяла в качестве доспехов. Атаки тюргешей были отражены, и, несмотря на тяжёлые потери, армия Омейядов достигла Самарканда после почти трёхдневного сражения.

## Последствия
Джунейд оставался в Самарканде около четырёх месяцев, до октября 731 года, что позволило его армии восстановиться. Тем временем тюргеши добрались до Бухары и осадили её. Джунейд снова решил встретиться с ними в бою и в начале ноября сумел нанести поражение тюргешам и снять осаду Бухары. Затем Джунейд вернулся в Мерв, оставив в Самарканде гарнизон из 800 человек. После того, как тюргеши ушли на север зимовать, он эвакуировал из города его мусульманских жителей.
Хотя Самарканд был освобождён и арабская армия избежала уничтожения, битва «не была полной победой арабов». По словам востоковеда Халида Бланкиншипа, это была «в лучшем случае пиррова победа» из-за высоких потерь, понесённых мусульманами. Историк X века Ибн Асам аль-Куфи считает, что жертвы среди мусульман составили не менее 20 тысяч человек из общего числа армии в 43 или 48 тысяч бойцов, тогда как историки и поэты того времени увеличивают число до 50 тысяч человек. Хотя тюргеши также понесли тяжёлые потери — Ибн Асам приводит данные о более чем 10 тысячах погибших, — потери арабов на перевале привели к быстрому ухудшению позиций мусульман в Центральной Азии. Джунейд оставался наместником Хорасана до своей смерти в начале 734 года, но к этому времени мусульмане утратили контроль над всем, что находилось к северу от Окса, за исключением Бухары, Киша и региона Чаганиан.
События на перевале усилили недовольство племени хорасани режимом Омейядов и его наместниками. Ат-Табари также сообщает слова — хотя, возможно, более поздние — ещё одного представителя хорасанской знати к Джунейду перед битвой: «Раньше говорили, что некоторые из войск Хорасана погибнут от рук любящего роскошь человека из племени кайс. Теперь мы боимся, что вы можете быть им». Бланкиншип отмечает, что отсутствуют какие-либо данные о том, что жители региона в дальнейшем воевали в составе армии халифата в регионе, что наводит на мысль, что они были уничтожены или их люди прекратили сражаться. Он отмечает, что если на стороне арабов и сражались кто-то из хорасанцев, то явно не большое количество людей. Бранкиншип называет эту битву «поворотной» для истории арабского завоевания Средней Азии. Последующий период истории Хорасана был неспокойным, с восстаниями и агитацией против Омейядов как среди коренного населения, так и среди ранее поселившихся здесь арабов. Из-за этого халифы были вынуждены послать сюда ещё 20 тысяч лояльных сирийских бойцов в дополнение к 20 тысячам иракцев, что были посланы для укрепления армии после битвы на перевале. Только в 739—741 годах, после падения Тюргешского каганата и убийства его лидера Сулука, новый наместник Хорасана Наср ибн Сайяр смог в значительной степени восстановить положение Халифата в Трансоксиане, снова расширив контроль мусульман вплоть до Самарканда.
После неудачи на перевале, в битве при Ардебиле и других подобных катастрофах необходимость укрепления границ потребовала огромных людских и финансовых ресурсов Халифата. Распыление сил и «разбавление» могущественной сирийской армии, главной опоры режима Омейядов, новобранцами из провинций в конечном счёте станет основным фактором падения династии Омейядов во время гражданских войн 740-х годов.